# Mekcsey István
Mekcsey István névváltozatok: Mekchey, Mechkey, Nekchey (? – Sajóvárkony, 1553), egri vár várnagya, huszti várnagy és a máramarosi sókamara-ispán, földbirtokos.

## Élete
Egy 1536-os oklevélben Stephanus Mechkey de Halesfalva néven említett Mekcsey nemesi származású volt, először 1542-ben bukkan fel forrásokban mint Baranya vármegyei birtokos. 1548-ban huszti várnagy és a máramarosi sókamaraispán. Több diplomáciai megbízást is ellátott. 1551-től Zay Ferenc helyett az egri vár várnagyának nevezték ki Dobó István mellé. Az 1552-es ostrom idején Dobó várnagytársaként derekasan harcolt. Az ostrom után I. Ferdinánd 50 forint jutalomban részesítette. és földbirtokot adományozott neki. 1552. november 25-én Dobóval együtt leköszönt a várnagyi tisztről, de 1553. március 11-ig tisztében maradt. Március 13-án elindult feleségéhez Ungvárra. Útközben Sajóvárkonyban szénát próbált meg elvenni a fogadó udvarán pihenő utazóktól, de az egyikük fejszével homlokon vágta Mekcseyt, aki a helyszínen meghalt. A szepeshelyi Szent Márton székesegyházban temették el.
Alakja feltűnik az Egri csillagok című regényben. A Várkonyi Zoltán által rendezett filmben Bitskey Tibor játszotta el szerepét.